# Ylilauta
Ylilauta és un sistema de tauler d'anuncis o imageboard de Finlàndia. Va ser fundat el 20 de febrer de 2011, unint els dos taulells finesos més utilitzats, Kotilauta i Lauta.net. Ylilauta és una de les pàgines web més populars a Finlàndia, i en l'Internet de parla finesa.
El 2011 "Ylilauta" era la quarta paraula més buscada a Google entre els Finlandesos.